# La comunidad del esclavo
La Comunidad de Esclavo: Vida de Plantación en el Antebellum del sur es un libro escrito por el historiador americano John W. Blassingame. Publicado en 1972,  es uno de los primeros estudios históricos de esclavitud en los Estados Unidos para ser presentados en la perspectiva del esclavizado. La Comunidad de Esclavo contradijo a aquellos historiadores quiénes había interpretado la historia para sugerir que los esclavos afroamericanos eran dóciles y sumisos . Utilizando psicología, Blassingame analiza narrativas de esclavo fugitivo que se publicaron en el siglo XIX para concluir que una cultura independiente desarrollada entre el esclavizado y que había una variedad de tipos de personalidad exhibieron por esclavos.
- Datos: Q3798099